# تازه‌ناب علیا
تازه‌ناب علیا، روستایی از توابع بخش مرکزی شهرستان نهاوند در استان همدان ایران است.
سراب بنفشه از زیبایی های روستا است.

## جمعیت
این روستا در دهستان شعبان قرار دارد و براساس سرشماری مرکز آمار ایران در سال ۱۳۹۵، جمعیت آن ۲۱۰ نفر (۶۸خانوار) بوده‌است.